# Vedretta della Spianata
La vedretta della Spianata è un ghiacciaio che occupa il circo sommitale del versante Sud-orientale del pizzo Tambò, del quale cinge su quel lato la vetta. 
È così denominata perché, incontrandola nella parte finale della via normale di salita alla vetta del Tambò, se ne attraversa la sua parte superiore, pressoché pianeggiante. 
Il bacino della vedretta è posto tra una quota media di circa 3.000 metri del limite superiore, e la fronte posta attorno ai 2.740 metri; quest'ultima risulta sospesa sullo zoccolo roccioso che interrompe il versante Sud-orientale sopra la val Loga e il bacino di Montespluga, e ne scaturisce sovente una copiosa cascata.
Il ghiacciaio è da tempo in regresso, sfavorito anche dalla sua esposizione in parte meridionale, e solo limitatamente protetto dalla mole sommitale del pizzo Tambò.